# محمد إسحاق بهتي
محمد اسحاق بهتی بن عبد المجید بن محمد بن دوست محمد بن منصور بن خزانه بن جیوا، مؤرخ أهل الحديث في القارة الهندية والباكستانية (ولد في 15 مارس 1925م) في كوت كبورا بإمارة فريد كوت في بنجاب الشرقية بالهند، كان رئيس تحرير لمجلة «الاعتصام» الناطقة باسم جماعة أهل الحديث في باكستان لمدة خمس عشرة سنة ومجلة «المعارف» الصادرة من إدارة الثقافة الإسلامية لمدة اثنتين وعشرين سنة، و«التوحيد» الأسبوعية لعدة أشهر، وأنشأ جريدة «المنهاج» لمدة سنة وثمانية أشهر. وتوفي في 22 ديسمبر 2015م عن عمر ناهز التسعين.

## شيوخه
تتلمذ علي يد الإمام الحافظ محمد الغوندلوي (ت 1405 هـ) والعلامة محمد إسماعيل السلفي (ت 1387 هـ) -أمير جمعية أهل الحديث بباكستان سابقا- حيث أخذ عن الأول «صحيح البخاري» و«مسلم» و«الموطأ» وأخذ من الثاني «سنن أبي داود» وأخذ السنة و«الموطأ» و«المشكاة» و«بلوغ المرام» من العلامة محمد عطاء الله حنيف الفوجياني (1408 هـ) -منشئ مجلة «الاعتصام» و«المكتبة السلفية» بلاهور- وكما أخذ من الجميع بقية العلوم من مصطلح ونحو وفقه وأصول وعلوم اللغة والأدب

## حياته العلمية والمهنية
كان رئيس تحرير «مجلة الاعتصام» لمدة خمس عشرة سنة، ومجلة «المعارف» الصادرة من إدارة الثقافة الإسلامية) لمدة اثنتين وعشرين سنة، و «التوحيد» الأسبوعية لعدة أشهر، وأنشأ جريدة «المنهاج» لمدة سنة وثمانية أشهر.
الانتقاد والتعريف بالكتب: قام بالانتقاد والتعريف بكتب كثيرة جدا.
المقدمات على الكتب: كتب مقدمات على كتب كثيرة، على طلب من مؤلفيها.
برامج الإذاعة والتلفاز: قدم برامج متنوعة في الإذاعة والتلفاز لمدة خمس وثلاثين سنة تقريبا، وعرف فيها بكثير من الشخصيات البارزة بكل جرأة؛ لأن الأمر كان غريبا على مسامع الناس في ذلك الوقت أن يسمعوا عنهم، لأجل تشويه سمعتهم، ولم يتنازل أبدا عن قناعاته عند تقديم هذه البرامج.
هذا.
أعماله الإدارية: باشر الأستاذ أمانة السر بمكتب جمعية أهل الحديث بباكستان منذ إنشائها سنة 1948م وبقي فيها إلى سنة 1965م تقريبا.
ثم انتقل إلى «إدارة الثقافة الإسلامية»، وبقي فيها كاتبا ومترجما ومديرا لمجلتها زهاء اثنتين وعشرين سنة.

## مصنفاته
عدد تصانيفه المطبوعة يبلغ 40 كتابا وكلها بالأردية ومنها:
1. کاروان سلف (موكب السلف)
2. فقہائے ہند (فقهاء الهند)
3. نقوش عظمت رفتہ (آثار العظمة الماضية)

البحوث والمقالات: نشر له من البحوث والمقالات في الجرائد والمجلات ما لا يحصى، وكتب في دائرة المعارف الإسلامية ما يقارب ستا وعشرين مقالة في مواضيع شتى